# György Czakó
György Czakó (* 11. Juli 1933 in Budapest; † 9. Februar 2023 ebenda) war ein ungarischer Eiskunstläufer.

## Biografie
György Czakó begann im Alter von 6 Jahren mit dem Eislaufen. Von 1943 bis 1949 startete er für den Budapesti Korcsolyázó Egylet und anschließend bis 1956 für den Csepel SC. Nachdem er 1949 den dritten Platz bei den ungarischen Meisterschaften belegt hatte, wurde er in den folgenden Jahren dreimal ungarischer Meister (1951, 1952 und 1954). Zudem wurde er ungarischer Vizemeister in den Jahren 1955 und 1956.
Auf internationaler Ebene wurde Czakó bei den Olympischen Winterspielen 1952 Zwölfter im Einzel-Wettkampf und Achter bei den Europameisterschaften. 1953 wurde er erneut Achter bei den Europameisterschaften und belegte den 13. Platz bei den Weltmeisterschaften. Zwei Jahre später wurde Czakó Neunter bei den Europameisterschaften.
Nach seiner Karriere startete er als Solist bei einer Eiskunstlauf-Revue. Anschließend war er als Maschinenbauingenieur tätig. Darüber hinaus trainierte er auch seine Tochter Krisztina Czakó.